# Fontana del Sebeto (Nápoly)
A Fontana del Sebeto (magyarul Sebeto folyó kútja) egy nápolyi díszkút. Cosimo Fanzago készítette 1635-ben barokk stílusban. 
Márványból faragott medencéjének két oldalát egy-egy obeliszk díszíti, melyek egy-egy földgömböt tartanak. A kút közepén egy boltív található, melyen a város, az alkirály és a spanyol király címere látható. A boltív alatt a Sebeto folyó allegorikus ábrázolása látható, két triton által közrefogva.